# Санд-Пойнт (Аляска)
Санд-Пойнт (англ. Sand Point) — місто (англ. city) в США, в окрузі Східні Алеутські острови штату Аляска. Населення — 578 осіб (2020).

## Географія
Розташоване на північно-західному узбережжі острова Попов, який входить в архіпелаг Шумагіна.
Санд-Пойнт розташований за координатами 55°18′48″ пн. ш. 160°29′1″ зх. д. / 55.31333° пн. ш. 160.48361° зх. д. (55.313368, -160.483552).  За даними Бюро перепису населення США в 2010 році місто мало площу 75,62 км², з яких 19,94 км² — суходіл та 55,68 км² — водойми.

### Клімат
Клімат міста характеризується як приполярний океанічний. Найтепліші місяці в році — липень та серпень, із середнім максимумом 14,2 °C; найхолодніший місяць — лютий, з середнім мінімумом-2,8 °C. Середня річна норма опадів становить 1135 мм.
| Клімат : Санд-Пойнт     | Клімат : Санд-Пойнт | Клімат : Санд-Пойнт | Клімат : Санд-Пойнт | Клімат : Санд-Пойнт | Клімат : Санд-Пойнт | Клімат : Санд-Пойнт | Клімат : Санд-Пойнт | Клімат : Санд-Пойнт | Клімат : Санд-Пойнт | Клімат : Санд-Пойнт | Клімат : Санд-Пойнт | Клімат : Санд-Пойнт | Клімат : Санд-Пойнт |
| Показник                | Січ.                | Лют.                | Бер.                | Квіт.               | Трав.               | Черв.               | Лип.                | Серп.               | Вер.                | Жовт.               | Лист.               | Груд.               | Рік                 |
| Абсолютний максимум, °C | 8,9                 | 13,3                | 7,8                 | 11,1                | 15,0                | 18,3                | 21,7                | 22,2                | 17,8                | 13,9                | 11,1                | 8,9                 | 22,2                |
| Середній максимум, °C   | 2,3                 | 1,6                 | 3,2                 | 4,0                 | 7,4                 | 11,1                | 14,2                | 14,2                | 12,2                | 8,1                 | 5,2                 | 3,7                 | 7,3                 |
| Середній мінімум, °C    | −1,7                | −2,8                | −1,7                | −0,8                | 2,4                 | 5,4                 | 8,2                 | 8,9                 | 6,7                 | 3,1                 | 0,7                 | −0,4                | 2,3                 |
| Абсолютний мінімум, °C  | −24,4               | −16,1               | −14,4               | −13,3               | −11,1               | −1,1                | 1,1                 | 2,2                 | −3,9                | −4,4                | −7,8                | −12,2               | −24,4               |
| Норма опадів, мм        | 99                  | 66                  | 83                  | 61                  | 77                  | 80                  | 73                  | 102                 | 161                 | 99                  | 88                  | 147                 | 1135                |
| Днів з опадами          | 13                  | 10                  | 13                  | 10                  | 11                  | 12                  | 11                  | 13                  | 14                  | 12                  | 12                  | 14                  | 145,0               |
| ----------------------- | ------------------- | ------------------- | ------------------- | ------------------- | ------------------- | ------------------- | ------------------- | ------------------- | ------------------- | ------------------- | ------------------- | ------------------- | ------------------- |
| Джерело:                |                     |                     |                     |                     |                     |                     |                     |                     |                     |                     |                     |                     |                     |

## Демографія

### Перепис 2010
Згідно з переписом 2010 року, у місті мешкало 976 осіб у 246 домогосподарствах у складі 168 родин. Густота населення становила 13 осіб/км².  Було 290 помешкань (4/км²).
Расовий склад населення:
| - 39,0 % — корінних американців - 34,7 % — азіатів - 17,0 % — білих - 2,5 % — чорних або афроамериканців - 0,2 % — вихідців з тихоокеанських островів - 1,3 % — осіб інших рас |

До двох чи більше рас належало 5,2 %. Частка іспаномовних становила 6,1 % від усіх жителів.
За віковим діапазоном населення розподілялося таким чином: 16,8 % — особи молодші 18 років, 77,7 % — особи у віці 18—64 років, 5,5 % — особи у віці 65 років та старші. Медіана віку мешканця становила 40,1 року. На 100 осіб жіночої статі у місті припадало 166,7 чоловіків;  на 100 жінок у віці від 18 років та старших — 181,9 чоловіків також старших 18 років.
Середній дохід на одне домашнє господарство  становив 71 297 доларів США (медіана — 56 875), а середній дохід на одну сім'ю — 74 824 долари (медіана — 58 125). Медіана доходів становила 33 859 доларів для чоловіків та 27 500 доларів для жінок. За межею бідності перебувало 18,2 % осіб, у тому числі 20,1 % дітей у віці до 18 років та 4,2 % осіб у віці 65 років та старших.
Цивільне працевлаштоване населення становило 760 осіб. Основні галузі зайнятості: виробництво — 43,3 %, сільське господарство, лісництво, риболовля — 13,9 %, освіта, охорона здоров'я та соціальна допомога — 13,0 %.

### Перепис 2000
За даними перепису 2000 року населення міста становило 952 особи. Расовий склад: корінні американці (42,33 %), білі (27,73 %), афроамериканці (1,47 %), азіати (23,21 %), населення островів Тихого океану (0,32 %), представники іншої раси (2,21 %), представники двох і більше рас (2,73 %). Частка осіб у віці молодше 18 років — 20,4 %; осіб від 18 до 24 років — 8,6 %; осіб від 25 до 44 років — 41,5 %; осіб від 45 до 64 років — 26,3 % та осіб старше 65 років — 3,3 %. Середній вік населення — 36 років. На кожні 100 жінок припадає 165,2 чоловіків.
З 226 домашніх господарств в 39,3 % — виховували дітей віком до 18 років, 45,4 % представляли собою подружні пари, яки спільно проживають, в 15,7 % сімей жінки проживали без чоловіків, 31,9 % не мали родини. 25,8 % від загального числа сімей на момент перепису жили самостійно, при цьому 3,9 % склали самотні літні люди у віці 65 років та старше. В середньому домашнє господарство ведуть 2,67 особи, а середній розмір родини — 3,17 особи.
Середній дохід на спільне господарство — $55 417; середній дохід на сім'ю — $58 000. Середній дохід чоловіка — $20 000; середній дохід жінки — $22 500; середній дохід на душу населення — $21 954.

## Економіка
Економіка Санд-Пойнта заснована на рибальстві та переробці риби. В місті базується найбільший риболовецький флот Алеутських островів.

## Пам'ятки
З визначних пам'яток міста можна відзначити православну каплицю св. Миколи, побудовану в 1930-і роки. 1980 року каплиця була включена в Національний реєстр історичних місць США.